# Architektura secesji w Austrii i Europie Środkowej
Secesja wiedeńska – wyróżniający się odłam secesji. Rozwijał się w obrębie Austro-Węgier, na terenie kilku obecnych państw Europy Środkowej.
Cechował ją odwrót od linii krzywej do linii prostej, upodobanie do prostych figur i brył geometrycznych - prostokąta, kwadratu, koła, prostopadłościanu i kuli, do deseni szachownicowych, do rytmicznego powtarzania motywów i grupowania ich w rzędy, szlaki lub fryzy. Ulubioną figura secesji wiedeńskiej był zwłaszcza kwadrat. W przeciwieństwie do secesji francuskiej, secesja wiedeńska nie czerpała z baroku i rokoko. Zwracała się do form organicznych i geometryczno- krystalicznych. Brak w niej niemal zupełnie motywów roślinnych znamiennych dla secesji francuskiej, charakterystyczna jest redukcja ornamentów do minimum.
Secesja wiedeńska przypomina secesję szkocką, w której również panowało upodobanie do płaskości, pionu, asymetrii, niezwykłych proporcji i bladej tonacji barw.

## Główni przedstawiciele secesji wiedeńskiej
- Max Fabiani
- Josef Hoffmann
- Adolf Loos (sam odżegnywał się od związków z secesją)
- Joseph Maria Olbrich
- Jože Plečnik
- Otto Wagner
- Max Hegele